# Cabimas
Cabimas é uma cidade da Venezuela localizada no estado de Zulia. Cabimas é a capital do município de Cabimas.